# Der Garten Allahs
Der Garten Allahs (Originaltitel: The Garden of Allah) ist eine US-amerikanische Verfilmung des gleichnamigen Romans von Robert Smythe Hichens aus dem Jahr 1936 mit Marlene Dietrich und Charles Boyer unter der Regie von Richard Boleslawski. Als einer der ersten Filme im neu entwickelten sogenannten 3-Farben-Technicolor, wurde er außerhalb des Studios gedreht.

## Handlung
Nach dem Tod ihres steinreichen Vaters hat die junge Domini Enfilden eine tiefe Lebenskrise. Auf Anraten der Mutter Oberin, die sie erzogen hatte, besucht Domini auf der Suche nach dem Sinn des Lebens die Sahara. In der Einsamkeit der Sandwüste verbringt Domini lange Stunden mit Spaziergängen und Ausritten. Sie trifft Boris Androvsky, einen entlaufenen Trappistenmönch, der an seiner Berufung zweifelt und sich von den weltlichen Dingen angezogen fühlt. Boris verschweigt Domini seine Vergangenheit. Sie verlieben sich und heiraten. Schließlich gibt Boris sich als Mönch zu erkennen. Nach vielen Gewissensqualen verzichten beide Liebenden auf eine Verbindung. Boris geht wieder ins Kloster und Domini verspricht, ihn immer zu lieben und ihm treu zu bleiben.

## Hintergrund
Die Produktion von Der Garten Allahs war die dritte Verfilmung des 1905 veröffentlichten Romans von Robert Smythe Hichens. Besonders die Fassung von 1927 mit Alice Terry unter der Regie ihres Ehemannes Rex Ingram war vielen Kritikern noch im Gedächtnis, als David O. Selznicks Fassung in die Kinos kam.
Anfang 1935, als Selznick noch bei MGM als Produzent tätig war, plante er eine Neufassung des Stoffes. Zunächst wollte er die Rolle der Domini Enfilden mit Greta Garbo besetzen, was nicht gelang. Von Anfang an war vorgesehen, den Film im neu entwickelten 3-Farben Technicolor zu drehen. Für die weibliche Hauptrolle war Merle Oberon vorgesehen, doch nach Testaufnahmen kam Selznick zu der Überzeugung, dass Oberon nicht über die notwendigen Starqualitäten verfügte. Oberon wurde ausbezahlt und Selznick ersetzte sie im April 1936 mit Marlene Dietrich, die eine Gage von 200.000 Dollar verlangte und bekam, obwohl ihre letzten Filme an der Kinokasse gefloppt waren. Mit Charles Boyer engagierte Selznick nach intensiver Suche, bei der er unter anderem Robert Taylor und George Brent für die Rolle testete, einen Schauspieler, der in den letzten Monaten sehr populär geworden war. Entgegen der Hoffnung des Produzenten kamen die beiden Stars nicht miteinander aus. Marlene Dietrich verachtete Boyer und störte sich besonders an seinen Klagen und Beschwerden über die schwierigen Dreharbeiten.
Die Produktion war von Anfang an von Problemen geplagt. Zu Drehbeginn gab es kein fertiges Drehbuch, der Regisseur Richard Boleslawski erkrankte schwer und die Außenaufnahme in der Wüste bei Yuma gerieten zum Debakel. Zahlreiche technische Schwierigkeiten suchten das Team heim und schwere Sandstürme vernichteten mehrfach die teuren Sets. Die Zensurbehörde, störte sich an dem Sujet und untersagte die Darstellung körperlichen Kontaktes zwischen einem Mönch und einer Frau.
Der Film wurde im Oktober 1936 durch United Artists in den nationalen Verleih gebracht, spielte jedoch die hohen Produktionskosten von 1.447.760 US-Dollar nicht ein. Die Uraufführung erfolgte am 19. November 1936 in der Radio City Music Hall, New York. In Italien wurde der Film nach Protesten der katholischen Kirche verboten.

## Synchronisation
In Deutschland war der Film erstmals am 19. Februar 1953 im UFA-Palast Stuttgart zu sehen. Gisela Breiderhoff synchronisierte die Domini, während Peter Pasetti als Boris zu hören ist.

## Auszeichnungen
Der Garten Allahs wurde bei der Oscarverleihung 1937 in folgenden Kategorien nominiert:
- Beste Regieassistenz
- Beste Filmmusik

Die Kameramänner des Films, W. Howard Green und Harold Rosson wurden mit je einem Ehrenoscar für innovative Kameraarbeit bei einem Farbfilm ausgezeichnet.

## Kritik
Die Kritiker lobten den innovativen Einsatz der Farbe und die opulenten Bilder, beanstandetem jedoch den veralteten Stoff und die unglaubwürdigen Handlung.
Das Time Magazine schrieb etwa:

„Traurig, ruhig und irgendwie albern, gehört Der Garten Allahs zu der Sorte würdevoller Filme, bei denen die Kritiker in der Regel die Musik und die Kameraführung loben.“

Auch das Lexikon des internationalen Films war Jahrzehnte später ähnlicher Meinung:

„Die völlig unglaubwürdige Story dient nur als Vorwand für eine wirklichkeitsferne Kinoromanze. Bemerkenswert sind einzig die Besetzung und die für jene Zeit hervorragenden Farbaufnahmen.“

## Rezeption
Cyndi Lauper schaut den Film zu Beginn ihres Musikvideos zu Time After Time.